# Ty Emberson
Ty Emberson, född 23 maj 2000, är en amerikansk professionell ishockeyback som spelar för San Jose Sharks i National Hockey League (NHL).
Han har tidigare spelat för Tucson Roadrunners och Hartford Wolf Pack i American Hockey League (AHL); Wisconsin Badgers i National Collegiate Athletic Association (NCAA) samt Team USA i United States Hockey League (USHL).
Emberson draftades av Arizona Coyotes i tredje rundan i 2018 års draft som 73:e spelare totalt.

## Statistik
| 2015–2016   | Memorial Old Abes      |             | 24  | 4  | 12 | 16 | 7  | 4  | 0 | 6 | 6 | 4 |
|             | Team Wisconsin U14     |             | 33  | 9  | 13 | 22 | 14 | —  | — | — | — | — |
| 2015–2016   | Memorial Old Abes      |             | 22  | 10 | 23 | 33 | 10 | 4  | 1 | 5 | 6 | 0 |
|             | Team Wisconsin U16     |             | 38  | 4  | 31 | 35 | 27 | —  | — | — | — | — |
| 2016–2017   | Team USA               | USHL        | 34  | 0  | 8  | 8  | 12 | —  | — | — | — | — |
|             | U.S. National U17 Team |             | 56  | 0  | 18 | 18 | 14 | —  | — | — | — | — |
|             | U.S. National U18 Team |             | 1   | 0  | 0  | 0  | 0  | —  | — | — | — | — |
| 2017–2018   | Team USA               | USHL        | 25  | 4  | 11 | 15 | 0  | —  | — | — | — | — |
|             | U.S. National U18 Team |             | 61  | 4  | 23 | 27 | 46 | —  | — | — | — | — |
| 2018–2019   | Wisconsin Badgers      | NCAA        | 37  | 4  | 8  | 12 | 10 | —  | — | — | — | — |
| 2019–2020   | Wisconsin Badgers      | NCAA        | 33  | 1  | 8  | 9  | 53 | —  | — | — | — | — |
| 2020–2021   | Wisconsin Badgers      | NCAA        | 31  | 4  | 9  | 13 | 6  | —  | — | — | — | — |
|             | Tucson Roadrunners     | AHL         | 5   | 1  | 0  | 1  | 0  | 1  | 0 | 0 | 0 | 0 |
| 2021–2022   | Tucson Roadrunners     | AHL         | 58  | 4  | 7  | 11 | 17 | —  | — | — | — | — |
| 2022–2023   | Hartford Wolf Pack     | AHL         | 69  | 7  | 20 | 27 | 27 | 9  | 2 | 3 | 5 | 0 |
| 2023–2024   | San Jose Sharks        | NHL         | 1   | 0  | 0  | 0  | 0  | —  | — | — | — | — |
| NHL totalt  | NHL totalt             | NHL totalt  | 1   | 0  | 0  | 0  | 0  | —  | — | — | — | — |
| AHL totalt  | AHL totalt             | AHL totalt  | 132 | 12 | 27 | 39 | 44 | 10 | 2 | 3 | 5 | 0 |
| NCAA totalt | NCAA totalt            | NCAA totalt | 101 | 9  | 25 | 34 | 69 | —  | — | — | — | — |
| USHL totalt | USHL totalt            | USHL totalt | 59  | 4  | 19 | 23 | 12 | —  | — | — | — | — |

### Internationellt
| Källa: Uppdaterad: 2023-10-22 | Källa: Uppdaterad: 2023-10-22 | Källa: Uppdaterad: 2023-10-22 |         | Utv = Utvisningsminuter | Utv = Utvisningsminuter | Utv = Utvisningsminuter | Utv = Utvisningsminuter | Utv = Utvisningsminuter |
| År                            | Lag                           | Mästerskap                    | Matcher | Mål                     | Assists                 | Poäng                   | Utv                     |                         |
| ----------------------------- | ----------------------------- | ----------------------------- | ------- | ----------------------- | ----------------------- | ----------------------- | ----------------------- | ----------------------- |
| 2016                          | USA                           | Ungdoms-OS                    | 6       | 0                       | 3                       | 3                       | 0                       |                         |
| 2018                          | USA                           | U18-VM                        | 7       | 0                       | 4                       | 4                       | 12                      |                         |
| 2020                          | USA                           | JVM                           | 5       | 0                       | 0                       | 0                       | 0                       |                         |
| Junior totalt                 | Junior totalt                 | Junior totalt                 | 18      | 0                       | 7                       | 7                       | 12                      |                         |